# Ovanthula apoda
Ovanthula apoda är en korallart som beskrevs av Van Beneden 1924. Ovanthula apoda ingår i släktet Ovanthula och familjen Botrucnidiferidae. Inga underarter finns listade i Catalogue of Life.